# کوسه دماغ‌بیلچه‌ای
کوسه دماغ بیلچه‌ای (نام علمی: Scoliodon laticaudus) نام یک گونه از سرده خمیده‌دندان است. این گونه کوسه در منطقه گرمسیری اقیانوس هند و اقیانوس آرام یافت می‌شود. حداکثراندازه این گونه کوسه ۷۴ سانتی‌متر است. این گونه از کوسه‌های درنده است که از ماهیان استخوانی و بی مهرگان تغذیه می‌کند.